# المنار المنيف في الصحيح والضعيف
المنار المنيف في الصحيح والضعيف أو نقد المنقول والمحك المميز بين المردود والمقبول من تأليف الحافظ ابن قيم الجوزية.

## نبذة تعريفية
بدأ المؤلف الفصل الأول بإيراد أربعة أسئلة وجهت للمؤلف فجاء الرد عليها في الفصول الثلاثة التالية.
وفي الفصل الخامس سئل المؤلف عن إمكانية معرفة الحديث الموضوع بضابط دون أن ينظر في سنده، فكان الرد مفتتح الفصل السادس، حيث نبه المؤلف إلى أمور كلية وأمارات يعرف بها الحديث الموضوع. ثم عرض تلك الأمارات عرضاً استغرق جل الكتاب مع التمثيل لكل أمارة بعدد من الأحاديث الموضوعة حتى استوفى نهاية الفصل التاسع والأربعين.
والفصل الأخير: حول المهدي المنتظر وما ورد فيه من الأحاديث، ومن هو المهدي المعني بها.
والكتاب يعرض جملة من الأحاديث الموضوعة، ويضيف إليها ضوابط وقواعد يعرف بها الحديث الموضوع من الحديث الصحيح، وهذا يفيد ذوي الاختصاص في الحديث، ويأخذ بيد المبتدئ لتكوين الملكة التي تساعده على التمييز بين أنواع الحديث صحيحه وضعيفه وموضوعه.

## المخطوطات
ليس للكتاب إلا مخطوطة واحدة لم يذكر عليها اسم ناسخ ولا تاريخ نسخ.

## وصلات خارجية
- للتصفح: كتاب المنار المنيف في الصحيح والضعيف لابن القيم - مكتبة إسلام ويب